# Pachycephalopsis
Pachycephalopsis é um género de ave da família Petroicidae. 
Este género contém as seguintes espécies:
- Pachycephalopsis hattamensis
- Pachycephalopsis poliosoma